# Parafia św. Maksymiliana Marii Kolbego w Kulejach
Parafia św. Maksymiliana Marii Kolbego w Kulejach – parafia rzymskokatolicka, znajdująca się w archidiecezji częstochowskiej, w dekanacie Truskolasy.